# كليو من 5 إلى 7
كليو من 5 إلى 7 (بالفرنسية: Cléo de 5 à 7)‏ هو فيلم فرنسي من تأليف وإخراج آغنيس فاردا ومن بطولة كورين مارشان، أنطوان بورسيلر ودومينيك دافراي، صدر الفيلم في 11 أبريل 1962.

## روابط خارجية
- كليو من 5 إلى 7 على موقع IMDb (الإنجليزية)
- كليو من 5 إلى 7 على موقع ميتاكريتيك (الإنجليزية)
- كليو من 5 إلى 7 على موقع الموسوعة البريطانية (الإنجليزية)
- كليو من 5 إلى 7 على موقع روتن توميتوز (الإنجليزية)
- كليو من 5 إلى 7 على موقع نتفليكس (الإنجليزية)
- كليو من 5 إلى 7 على موقع ألو سيني (الفرنسية)
- كليو من 5 إلى 7 على موقع Turner Classic Movies (الإنجليزية)
- كليو من 5 إلى 7 على موقع أول موفي (الإنجليزية)
- كليو من 5 إلى 7 على موقع فيلمافينيتي (الإسبانية)
- كليو من 5 إلى 7 على موقع قاعدة بيانات الأفلام السويدية (السويدية)